# جشنواره بادبادک هاماماتسو

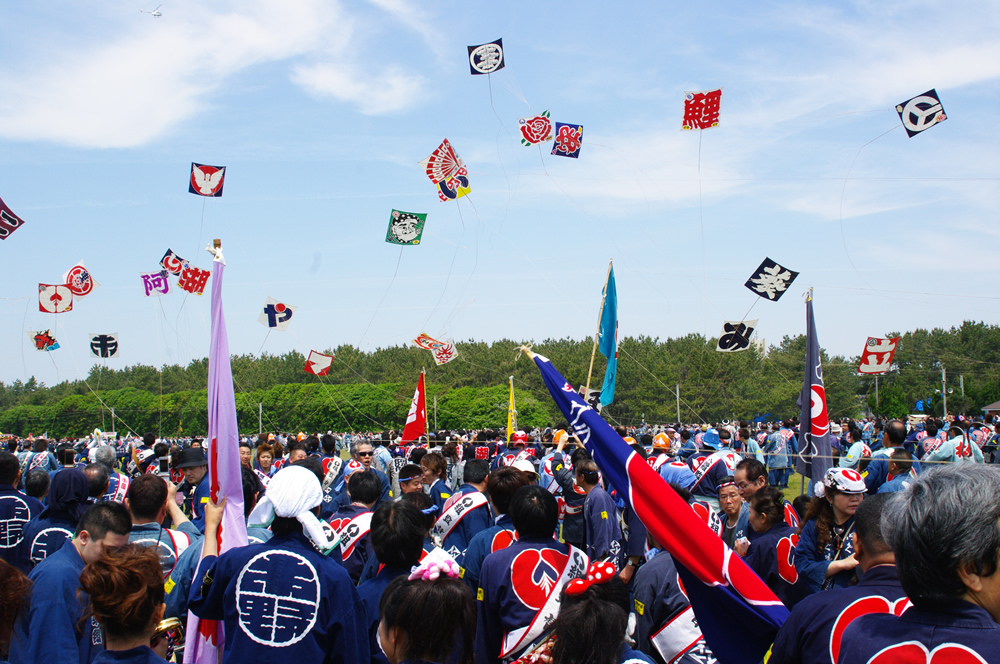
تاکو

جشنواره بادبادک هاماماتسو (به ژاپنی: 浜松まつり Hamamatsu Kite Festival)، جشنواره ژاپنی در هاماماتسو است. به‌طور کلی برای بادبادک‌های متعددی که دارد، همراه با بسیاری از جنگ بادبادک‌ها در طول روزهای برگزاری آن شهرت دارد. این جشنواره همچنین نمونه‌هایی از فرهنگ ژاپنی را از طریق غذا، و اقلام عمومی موجود برای خرید در غرفه‌های تجاری در جشنواره به نمایش می‌گذارد. جشنواره هاماماتسو هر سال در ۳ تا ۵ مه در شهر هاماماتسو، استان شیزوئوکا برگزار می‌شود. این جشنواره شهروندی است. همچنین، این یکی از بزرگ‌ترین جشنواره‌های ژاپن است که هر سال حدود ۲ میلیون بازدید کننده را جذب می‌کند.
در طول جشنواره، نبردهای تماشایی بادبادک در تپه‌های شنی ناکاتاجیما برگزار می‌شود و در شب جشنواره به مرکز شهر حرکت می‌کند، جایی که شناورها در شهر رژه می‌روند. گفته می‌شود که این جشنواره پرواز بادبادک‌ها بیش از ۴۶۰ سال پیش زمانی آغاز شد که ارباب قلعه هیکوما، حاکم بر هاماماتسو و مناطق اطراف آن بود. او برای جشن تولد اولین پسرش بادبادکی به پرواز درآمور. با این حال، شواهد ادبی کمی برای حمایت از این افسانه وجود دارد. آب و هوای این منطقه به دلیل وزش بادهای تند و وحشی معروف به «انشو کاراکازه» برای پرواز بادبادک مناسب است، آب و هوای مناسب برای بادبادک‌پرانی است، بنابراین رسم بادبادک پراندن جشن تولد فرزند است. سنت عمیقاً در منطقه ریشه دارد. این جشنواره سه روزه از ۳ تا ۵ مه هر سال برگزار می‌شود.

## جزئیات
- تاکو (نبرد بادبادک ）
- گودن یاتای
- نری

شرکت کنندگان می‌گویند " اوایشو، اوایشو!"
در هاماماتسو، جشن تولد اولین پسر را «هاتسو ایوایی» می‌نامند. (初祝い).

### تاکو

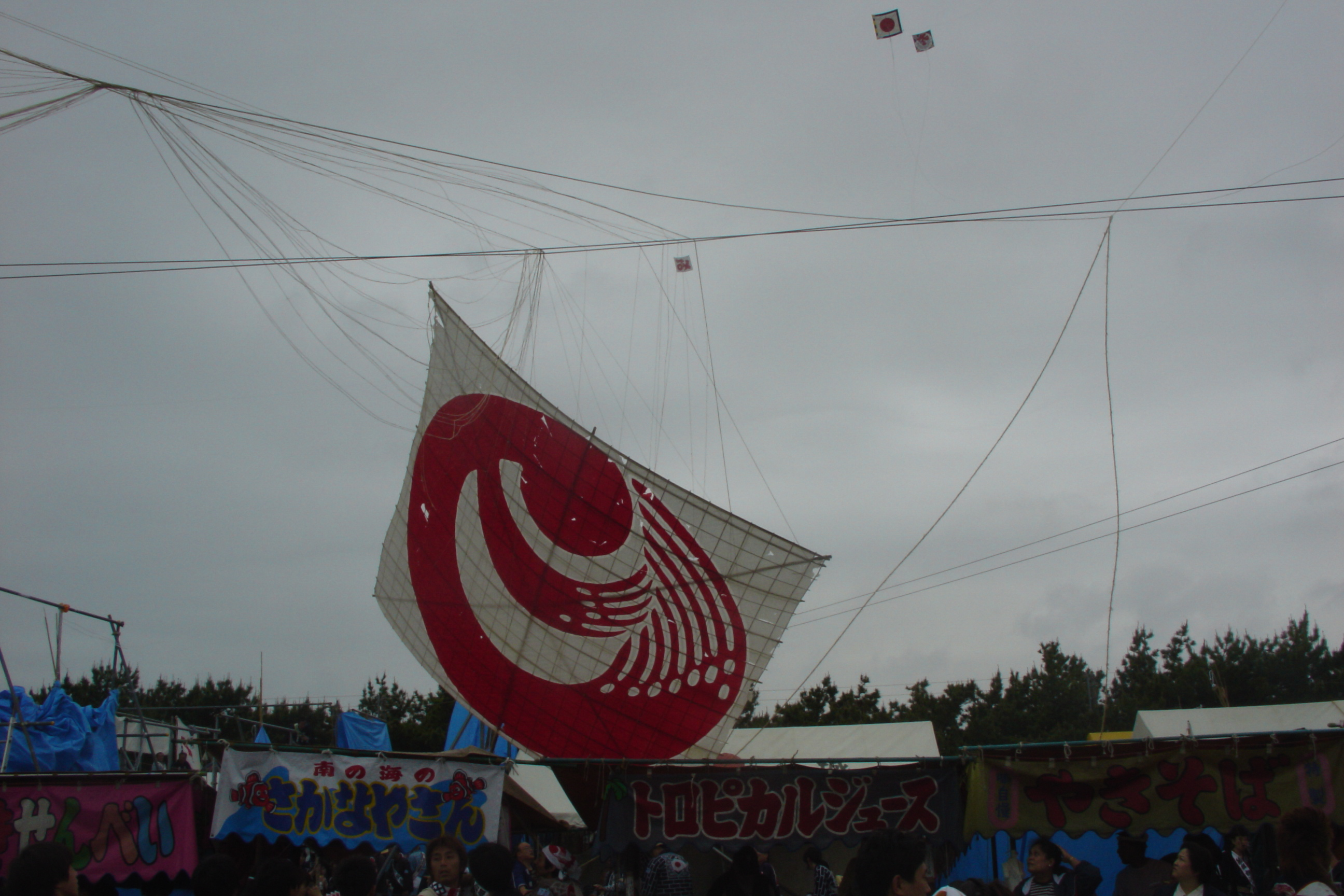
تاکوی تاماچی

در جشنواره بادبادک هاماتسو، جنگ بادبادک‌ها تاکوگاسسن (凧合戦) نامیده می‌شود و در محلی به نام تاکوبا (凧場) انجام می‌شود. تاکوبا از سال ۱۹۶۷ در ناکاتاجیما است. ۱۷۴ بادبادک در این محل وجود دارد. بادبادک جشن تولد اولین پسر، «هاتسوداکو» (初凧) نام دارد.

### نبرد بادبادک‌ها
بیش از ۱۷۰ بادبادک به آسمان پرتاب خواهند شد که با صدای آتش بازی که بر فراز تپه‌های شنی ناکاتاجیما پرتاب می‌شود، همراه است. اولین بادبادکی که به پرواز در می‌آید «هاتسوداکو» «اولین بادبادک» است که تولد اولین فرزند را جشن می‌گیرد. فرزند اول لباس جشنواره بر تن دارد و فرد اصلی است که بادبادک را از آغوش پدر به پرواز درمی‌آورد. سپس، با تشویق صدای شیپور، صدها نفر به نبرد بادبادک‌ها می‌پیوندند. در روز ۳ مه در ساعت ۱۰:۰۰ صبح حدود ۱۷۰ بادبادک به‌طور همزمان با سیگنال آتش بازی افتتاحیه به پرواز در می‌آیند. سپس جنگ بادبادک آغاز می‌شود. بادبادک‌ها «کنکا تاکو» (بادبادک‌های جنگی) نامیده می‌شوند.

زیرا آنها با بریدن رشته بادبادک دیگر از طریق اصطکاک با چرخاندن نخ‌های کنفی به ضخامت ۵ میلی‌متر به یکدیگر به جنگ می‌پردازند.

### گودن یاتای

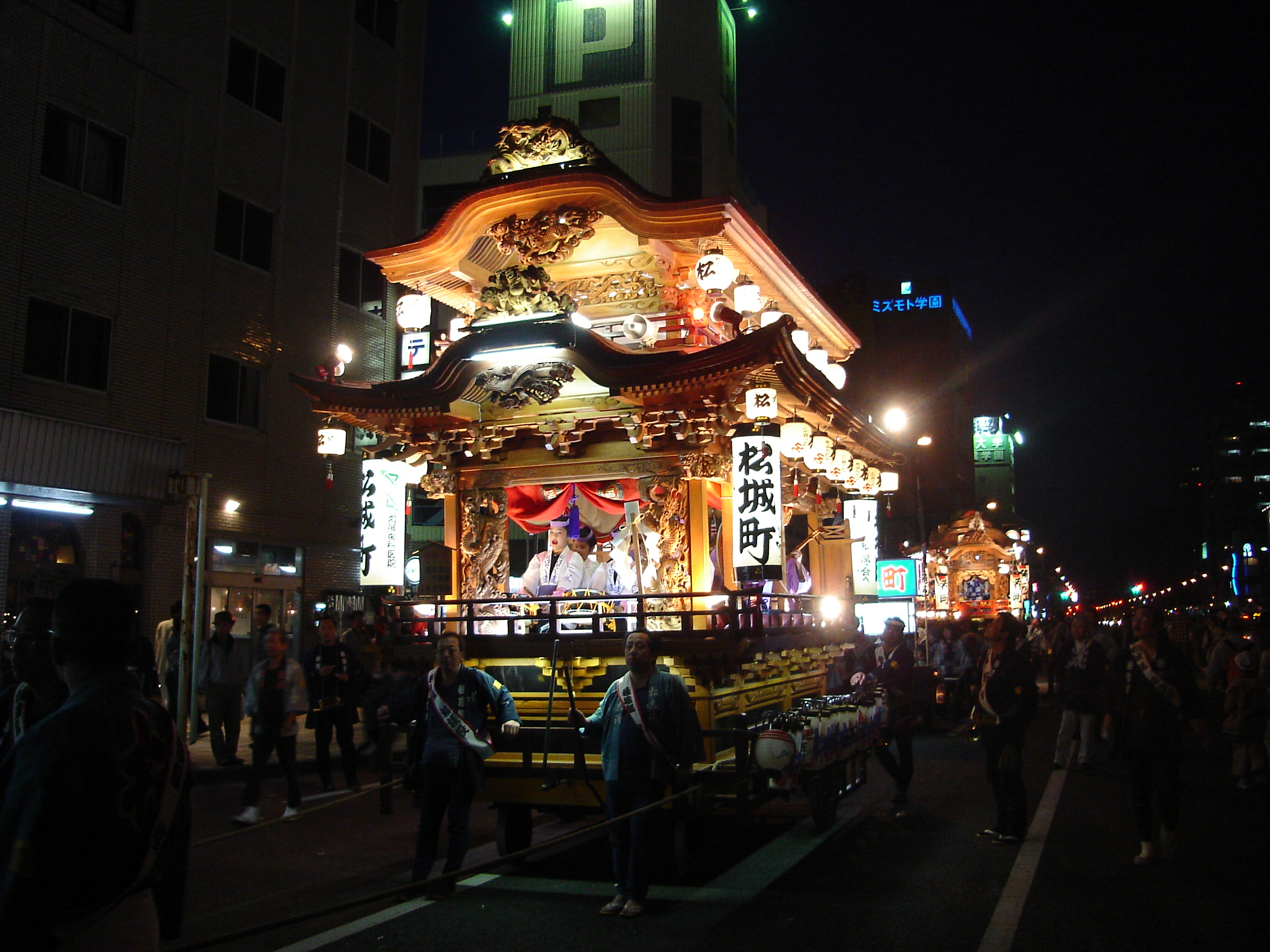
گودن یاتای ماتسوشیرو-چو - ماگومی

سانشای (شناور) این جشن را «گودن یاتای» نیز می‌گویند.

### رژه شناور
بیش از ۸۰ انجمن محله ای در این رژه شناورها با هم رقابت می‌کنند تا زیبایی شناورهای گوتن یاتای را که منطقه مرکزی شهر را تزئین می‌کنند، به نمایش بگذارند. با فرا رسیدن شب، شناورها با صدای فلوت و طبلی که نواخته می‌شود و کودکانی که در لباس جشنواره سوار بر شناورها هستند، حرکت می‌کنند. آنها «اوهایاشی» نامیده می‌شوند. این جشنواره زمانی به اوج خود می‌رسد که صدای طبل و فلوت در آسمان شب طنین انداز می‌شود.

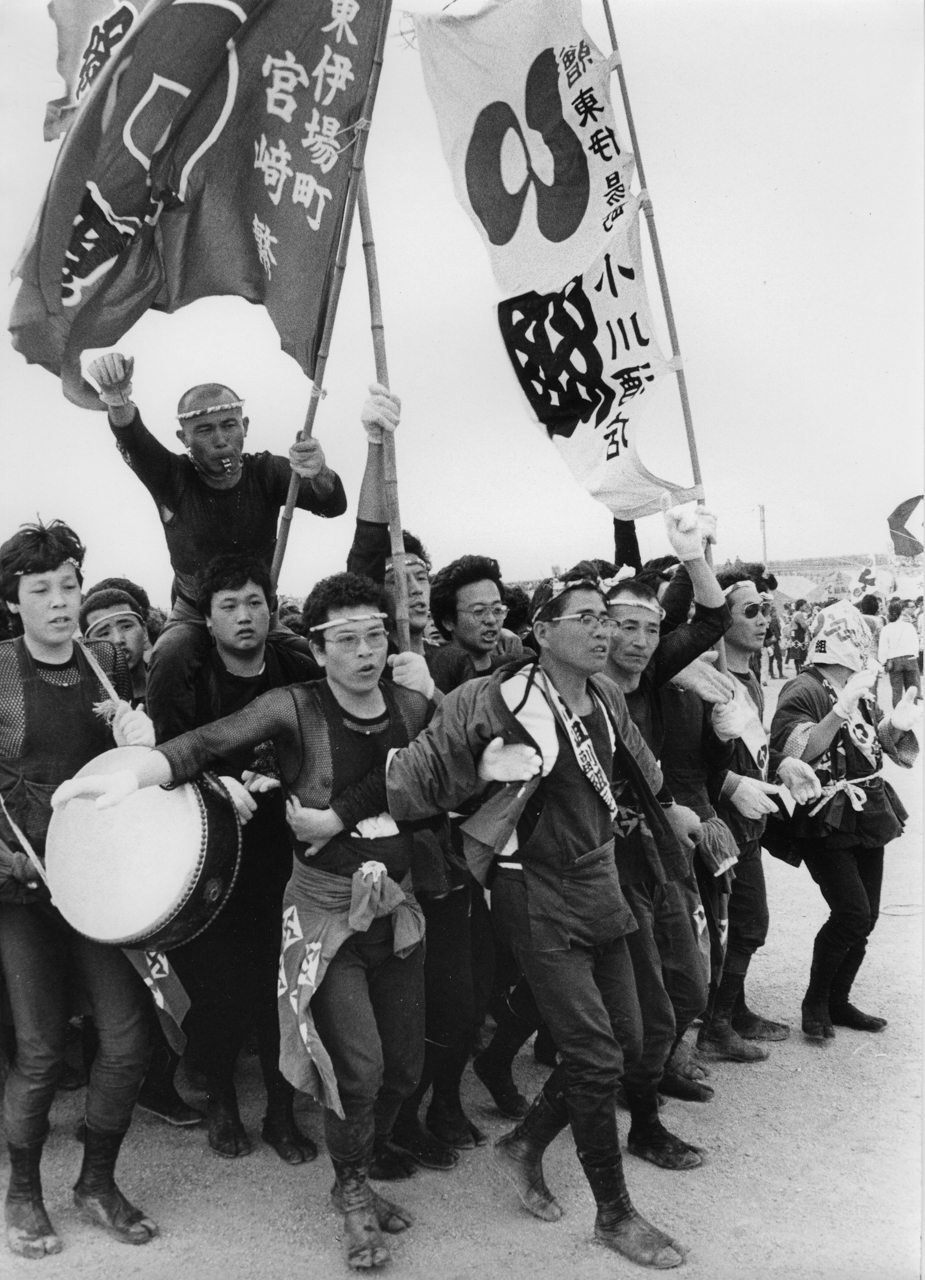
نری هیگاشیبا-چو - ایگومی (شهر هیگاشیبا - ایگومی)